# 時光機器 (2002年電影)
是一部2002年3月8日上映的好莱坞电影，亦是一部美國科幻電影，內容改編自H·G·威尔斯1895年的同名小說《時間機器》，導演是西蒙·威尔斯（Simon Wells），製片為沃尔特·帕克斯（Walter Parkes）和大衛·維戴斯，編劇為约翰·洛根（John Logan）。
2002年改編後的電影被設定在紐約市，而不是原著小說的倫敦，並包含原著小說中不存在的元素，包括一個浪漫的故事背景，文明毀滅的新的場景，以及一種新的人造語言。

## 劇情
在1899年，亞歷山大哈迪根博士（蓋·皮爾斯飾）是一個年輕的發明家，在紐約哥倫比亞大學教書。不像他的保守的朋友大衛菲比（馬克·艾迪飾），亞歷山大寧願做純理論的研究工作，而不去商業界。亞歷山大的心上人艾瑪被一個強盜殺害，為了挽回心上人的性命，他專心於建造一個時間機器。四年後 (1903年) 時間機器完成，亞歷山大利用它回到1899年，但仍然無法阻止艾瑪被謀殺，只看到她在一輛無馬的馬車中喪生。
為了拯救艾瑪，亞歷山大利用時光機前往到2030年，看看在未來世界能否找出挽回艾瑪生命的方法。亞歷山大來到2030年的紐約公共圖書館，圖書館的人工智能 VOX-114（奧蘭多·瓊斯飾）堅持告訴他，時間旅行是不可能的，因此亞歷山大認為人類在2030年的知識仍未能挽回艾瑪的生命，決定繼續走向更遠的未來，希望找到挽救艾瑪的方法。亞歷山大來到2037年，發現人類在月球的殖民者更改了月球的軌道，意外導致月球的解體，重力混亂讓地球呈現出幾乎無法居住的狀態。亞歷山大趕緊重新啟動時間機器，以躲避被爆炸墜落的碎片，但爆炸震波把他擊昏的同時，他無意識地向前撥動了機器，醒來時機器已經停止在西元802701年，即是八十萬年之後的世界。
在這個時候，人類已經恢復到原始的生活方式。一些倖存者，被稱為『埃洛依』，在曾經是曼哈頓的懸崖兩側居住（該懸崖是在在80萬年間由哈德遜河切割為峽谷而形成）。亞歷山大被一名叫瑪拉的女子所拯救，她是會講少數英語的幾個『埃洛依』女人之一。某天晚上，亞歷山大和瑪拉的年輕兄弟，卡倫，夢到一個可怕的，鋸齒狀的類人形怪物，第二天『埃洛依』族群就被這些怪物攻擊。瑪拉稱這些怪物為『莫洛克』。怪物們會將人拖進地底，充當食品，瑪拉也被怪物拖進地底。原來『埃洛依』與『莫洛克』兩族群似達成默契，『莫洛克』不會過度捕捉『埃洛依』，而『埃洛依』亦不會反抗『莫洛克』的捕捉，故『埃洛依』社群無人願意協助亞歷山大救回瑪拉。
亞歷山大為救瑪拉，尋找到紐約圖書館的舊址並發現紐約圖書館人工智能VOX 114仍可啟動，亞歷山大開啟VOX 114並詢問這八十萬年來地球所發生的事。原來八十萬年前月球解體導致地球發生毀滅性災難，人類倖存者分為兩批，一批留在地面生活，一批進入地底生活，『莫洛克』就是遁入地下生活的人類後裔，而『埃洛依』是那些留在地面上生活的人類後裔。兩批人經過八十萬年的演化，變成現在的模樣。
亞歷山大後來獲知通往『莫洛克』地底居住地的方法，為救瑪拉潛入地底，但被『莫洛克』族群捕獲，並扔進一個地方，見到瑪拉關在籠子裡呆坐。在那裡，一個最聰明的超級『莫洛克』出現，他解釋說，經過八十萬年『莫洛克』已演化成不同階級及能力，他自己是超級『莫洛克』，擁有高等智慧及控制其他『莫洛克』以至地面上『埃洛依』思想的能力，而其他『莫洛克』只是擁有各類捕獵技能而沒有思想感情。超級『莫洛克』解釋說，他會控制其他『莫洛克』不會過度獵殺『埃洛依』，否則不到數月地面上的『埃洛依』會被全被獵殺，同時他亦會保留良好的『埃洛依』作繁殖之用，這是瑪拉仍未被殺的原因。
超級『莫洛克』利用自己能力閱讀了亞歷山大的記憶，之後向亞歷山大表示艾瑪死亡的命運不會改變，因為她的死亡，是驅使亞歷山大建造時間機器的動機：如果艾瑪沒有死，亞歷山大就不會建造出時間機器，整件事就不會發生，因此救了她，將創建一個時間的悖論。
亞歷山大在超級『莫洛克』的同意下獲取重新進入時光機內，他對超級『莫洛克』說「你忘了一件事....如果...」，然後突然把超級『莫洛克』拉入機器內，並在機器快速往前轉的同時，在激烈搏鬥中，把超級『莫洛克』甩出座位。超級『莫洛克』手攀座位內的部分肢體雖然沒有老化，但機器外的部分卻迅速死亡。亞歷山大然後把機器停止在西元635427810年，即六億年之後，那時所有的『埃洛依』都被『莫洛克』統治，地球只剩下一片荒涼，眼前揭示了一個殘酷的，鐵鏽色的天空，亞歷山大相信是『莫洛克』失去領袖制約後所導致的結果。
最後，亞歷山大接受不能拯救艾瑪的結果，卻希望改變未來世界，於是再度時光旅行，由六億年後返回西元802701年，希望救出瑪拉及消滅『莫洛克』。亞歷山大救出瑪拉後，他開始破壞時間機器的齒輪，把1903年帶來的懷錶塞進機器。亞歷山大和瑪拉用時間機器累積的能量，作出一個巨大的爆炸，殺死所有『莫洛克』，並破壞了他們的的洞穴。亞歷山大與瑪拉等『埃洛依』，在西元802701年，開始了新生活。
影片結束時候螢幕顯示同一位置，不同時間的兩個場景：亞歷山大與瑪拉和卡倫在一個地方快樂生活，那地方曾經是他紐約市的家。菲比和亞歷山大的管家，Watchit夫人，則在1903年的同一個地點，悲傷的討論他的離開。臨行前，亞歷山大的實驗室，Watchit太太回頭看了最後一眼，並自言自語的說，“一路順風，我的好小伙
。”

## 製作
夢工廠及華納兄弟與擁有1960年喬治·帕爾（George Pal）《時間機器》版權的阿諾德·萊柏維茲娛樂（Arnold Leibovit Entertainment）協商，使得華納兄弟公司和夢工廠能聯手製作這部電影。

### 特效
莫洛克是利用穿著電子動物面具服飾的演員演出。而他們四肢跑得比力所能及更快的場面是用光影魔幻工業創造的生物CGI來製作的。
大部分時光旅行的場景完全是電腦生成的，包括時光機在車庫時的那33秒穿越時空場景。隨著鏡頭，可以看到從紐約市開始，然後飛到太空，經過國際太空站，然後鏡頭隨著太空梭降落在月球揭示地球未來的月球殖民地。房屋和大樓有如雨後春筍般不斷從地面建起。之後的時間旅行畫面，特效團隊用了地質侵蝕模擬的演算法，來製造出過了好幾個世紀地球的變化。
時光機器運作時周圍的藍色氣泡狀時間扭曲場的效果是用ILM開發的名為rgbe的增程型顏色格式（red、green、blue、exponent channel）來製作的。
在月球解體時戒嚴時的警報音效也用在《班傑明的奇幻旅程》中颶風卡崔娜的警報聲。

### 原聲帶
完整的原聲帶是由克劳斯·巴德尔特創作，以《我不屬於這裡》為主題，後來在2008年被探索頻道用在迷你系列《當我們離開地球》。

## 人物
亞歷山大哈迪根博士（1869-(1903)-802701-）
由蓋·皮爾斯主演，是哥倫比亞大學應用力學系與工程學系的副教授。照顧他的人是管家瓦琪太太和專利業務員愛因斯坦先生出手相助。
艾瑪
由西耶娜·盖尔利主演，是亞歷山大哈迪根博士的女朋友兼未婚妻，艾瑪死於1899年1月18日，是被一位強盜射死，但在由時光機產生的另外一個平行宇宙中艾瑪是死於車禍。
瑪拉
由萨曼莎·曼巴主演，是一位年輕的埃洛伊人，會說英文，幫在時光機上昏迷的亞歷山大恢復健康，也是亞歷山大繼艾瑪之後喜歡的人。
大衛菲比
由馬克·艾迪主演，亞歷山大的好朋友和保守的同事。
花店老闆
由Alan Young主演。
VOX-114
由奧蘭多·瓊斯主演，是來自一部2030年紐約市公共圖書館的人工智慧，亞歷山大在未來世界能否找出挽回艾瑪生命的方法，之後沉睡八十萬年後被他可仍啟動詢問八十萬年前地球及月球殖民計劃的事，還成為好朋友。
尤巴
由傑瑞米·艾朗主演，為莫洛克人領袖。

## 事物
太陽能風車
只出現在刪減片段中，亞歷山大哈迪根教授使用這個風車來進行相關課程
時光機器
時光機器與1960年電影的時光機器不相同，有一個反應爐、承軸、電池、旋轉葉片、顯示日期的時鐘
圖書館電腦 VOX 114
月球殖民計畫
月球大爆炸
由於月球殖民計畫出錯將月球炸離軌道，使月球往地球靠近，引潮力增加，月球解體同時也粉碎了地殼，造成地殼變動，被超級莫洛克稱為月球大爆炸
埃洛伊語
埃洛伊人溝通用的語言
莫洛克語
已經退化成使用叫聲來溝通
石碑語
即英語，由於月球爆炸後地表嚴重毀滅，只剩下一些寫著英語的石碑，被埃洛伊人稱為石碑語

## 外部連結
- 《時光機器》 （页面存档备份，存于）
- 互联网电影数据库（IMDb）上《時光機器》的资料（英文）
- 爛番茄上《時光機器》的資料（英文）
- 豆瓣电影上《時光機器》的資料 （简体中文）
- Box Office Mojo上《時光機器》的資料（英文）